# Peggy Hopkins Joyce
Peggy Hopkins Joyce, nata Marguerite Upton (Berkley, 26 maggio 1893 – New York, 12 giugno 1957), è stata un'attrice statunitense di rivista e di cinema.
Sposata sei volte, ispirò il personaggio di Lorelei, una delle due protagoniste del romanzo di Anita Loos Gli uomini preferiscono le bionde (che, poi, sullo schermo, prese le fattezze di Marilyn Monroe). 
Il nome Peggy Hopkins Joyce le deriva da Peggy, diminutivo di Margaret, unito a Hopkins e Joyce, i cognomi di due dei suoi mariti, il secondo e il terzo. Usò, per un certo periodo, anche il nome di Peggy Hopkins. 
Più conosciuta come personaggio dell'alta società e per i suoi numerosi mariti, girò alcuni film e viene ricordata anche come una delle strepitose bellezze di Ziegfeld.

## Spettacoli teatrali
- Ziegfeld Follies of 1917, regia di Ned Wayburn (New Amsterdam Theatre, 12 giugno 1917)
- Miss 1917 (Broadway, 5 novembre 1917)
- A Place in the Sun di Cyril Harcourt (Broadway, 28 novembre 1918)
- A Sleepless Night (1918)
- Earl Carroll's Vanities (1923)
- The Lady of the Orchids

## Filmografia
- The Turmoil, regia di Edgar Jones (1916)
- Dimples, regia di Edgar Jones (1916)
- The Bride, regia di Jack Eaton (1918)
- The Woman and the Law, regia di R.A. Walsh (Raoul Walsh) (1918)
- Hick Manhattan, regia di Martin Justice (1918)
- The Skyrocket, regia di Marshall Neilan (1926)
- International House, regia di Edward Sutherland (A. Edward Sutherland) (1933)